# سورینا ووکوویچ
سورینا ووکوویچ (به انگلیسی: Severina Vučković) (زاده ۲۱ آوریل ۱۹۷۲) خواننده ، بازیگر کروات است.
او در مسابقه آواز یوروویژن ۲۰۰۶ نماینده کرواسی بود.